# Château de Tschanüff
Le château de Tschanüff est un château en ruine situé sur le territoire de la commune grisonne de Ramosch dans l'est de la Suisse, à quelques kilomètres du Dreiländerpunkt, le point de jonction des frontières avec l'Autriche et l'Italie. Le château est classé comme bien culturel d'importance nationale.

## Histoire
Le château central et son donjon sont érigés avant 1200. Au Moyen Âge, le site porte le nom de Ramosch. Il semble que Nannes von Ramosch agrandit le site vers 1250 en y intégrant les parties plus anciennes. En 1367, la forteresse devint un fief d'Ulrich von Matsch, puis, en 1421, un fief autrichien. C'est durant le XVe siècle qu'est construite l'aile méridionale.
En 1499, durant la guerre de Souabe qui oppose la Confédération suisse et le Saint-Empire, le site est incendié. Il est ensuite rebâti pour servir à l'administration épiscopale. Dès le XVIe siècle, le site porte le nom de Tschanüff. En 1565, il subit un nouvel incendie à la suite d'un soulèvement populaire.
En 1622, les troupes glaronaises incendient une nouvelle fois le château lors des Troubles des Grisons. Il n'est alors que sommairement réparé. En 1780, le site est définitivement abandonné à la suite de glissements de terrain. 
Depuis 2001, la Fundaziun Tschanüff s'efforce de consolider la ruine.